# Kadmium-szulfát
A kadmium-szulfát (CdSO4) egy szervetlen vegyület, a kadmium kénsavas sója. Színtelen, kristályos vegyület. Vízben jól oldódik. A vízmentes kadmium-szulfát kristályai rombos szerkezetűek. Többféle hidrátja létezik. Szobahőmérsékleten vizes oldatból 3 CdSO4 · 8 H2O képletű hidrát válik ki. Ez a hidrát monoklin kristályokat alkot.

## Kémiai tulajdonságai
Ha a vegyület vizes oldatába ammóniát vezetnek, tetraammin-szulfáttá alakul. Ennek képlete: Cd(NH3)4SO4. Kettős sókat képez az alkálifémek szulfátjaival.

## Előállítása
A kadmium-szulfát kadmium, kadmium-oxid vagy kadmium-karbonát kénsavban való oldásával állítható elő. A fémkadmium oldódását kevés salétromsav elősegíti. A keletkező oldatot bepárolják, majd lehűtik.

## Felhasználása
A kadmium-szulfátot elemekben használják. Kadmiumbevonatok készítésekor is alkalmazzák az oldatát elektrolitnak. Vegyszerként használják az analitikai kémiában. Reagensként szolgál a rezorcin, az arzén, a szulfidok és a fumársav kimutatásakor.